# Szalony pasterz

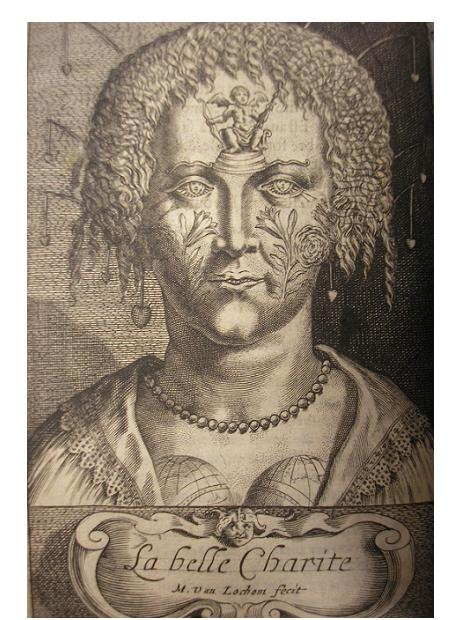
Dobroczynność, ilustracja do powieści Szalony pasterz

Szalony pasterz (oryg. fr. Le Berger extravagant) – siedmiotomowa powieść Charlesa Sorela wydana po raz pierwszy w 1627. W zamiarze autora miała być satyrą na popularny nurt powieści pasterskiej, przede wszystkim na najbardziej znane dzieło tego gatunku - Astreę. 

## Okoliczności powstania utworu
Charles Sorel określał swoje dzieło jako "antypowieść", otwarty manifest wymierzony przeciwko konwencji powieści pasterskiej i jej naśladownictwu w życiu codziennym, bardzo popularnym wśród francuskiej arystokracji. Najprawdopodobniej inspiracją dla powstania utworu był Don Kichot, z którym Sorel mógł zapoznać się w przekładzie francuskim po 1618.

## Treść
Główny bohater utworu, paryski mieszczanin Ludwik, pod wpływem kolejnych czytanych romansów pasterskich postanawia - niczym ich bohaterowie - porzucić dotychczasowe życie i osiedlić się na wsi pod imieniem Lysis, pasąc zakupione stado owiec i poszukując romantycznych przygód. Grupa jego przyjaciół, pragnąc przekonać go o absurdalności koncepcji pasterskich, również przebiera się za idyllicznych pasterzy i aranżuje szereg przejaskrawionych sytuacji, które jednak nie skłaniają Ludwika do zmiany postępowania. W toku akcji Ludwikowi towarzyszy jego kuzyn Adrian, uosobienie ideału mieszczanina - człowiek trzeźwy, negatywnie nastawiony do arystokratycznych rozrywek, skupiony na bogaceniu się i realistycznym pojmowaniu świata. Ostatecznie Ludwik dostrzega iluzję powieści pasterskiej przekonany przez starszego szlachcica. 

## Cechy utworu
Dzieło w sposób systematyczny ośmiesza kolejne motywy typowe dla powieści pasterskiej, zaś narrator, dla zapewnienia zrozumienia intencji tekstu, po każdej księdze tłumaczy sens kolejnych partii dzieła. Motywy te zostają dodatkowo przejaskrawione - w jednej ze scen przyjaciele wmawiają Ludwikowi przemianę w wierzbę. Zdaniem Krzysztofa Choińskiego taka konwencja utworu źle odbiła się na jego wartości literackiej, zaś próby Sorela, by adaptować na grunt francuski postacie z Don Kichota, zakończyła się artystyczną porażką. Jedyną w wyrazisty sposób skonstruowaną postacią jest Adrian, uosabiający wartości, jakimi powinien kierować się w życiu mieszczanin. 
Szalony pasterz jest jednak krytyką nie tylko literatury pasterskiej, ale i ogólnego kierunku rozwoju ówczesnej powieści. Sorel, w licznych dygresjach, ubolewa nad sytuacją literatury, która, by być poczytną, zmuszona jest do opisywania zmyślonych sytuacji, zamiast mówić o prawdziwym życiu.